# 106 Диона
106 Диона е голям астероид. По състав вероятно е близък до 1 Церера. Открит е от Дж. Уотсън на 10 октомври 1868 и е наречен на Диона, титан в древногръцката митология. Наблюдаван е диаметър от 147 км. Един от сателитите на Сатурн също се казва Диона.